# Оберегг (Аппенцелль-Іннерроден)
Оберегг (нім. Oberegg AI) — округ (громада) в Швейцарії в кантоні Аппенцелль-Іннерроден.

## Географія
Громада розташована на відстані близько 170 км на схід від Берна, 14 км на північний схід від Аппенцелля.
Оберегг має площу 14,6 км², з яких на 6,3 % дозволяється будівництво (житлове та будівництво доріг), 50,8 % використовуються в сільськогосподарських цілях, 42,5 % зайнято лісами, 0,4 % не є продуктивними (річки, льодовики або гори).

## Демографія
2019 року в громаді мешкало 1889 осіб (-0,2 % порівняно з 2010 роком), іноземців було 7,9 %. Густота населення становила 129 осіб/км².
За віковим діапазоном населення розподілялося таким чином: 18,8 % — особи молодші 20 років, 58,6 % — особи у віці 20—64 років, 22,6 % — особи у віці 65 років та старші. Було 810 помешкань (у середньому 2,3 особи в помешканні).
Із загальної кількості 743 працюючих 116 було зайнятих в первинному секторі, 368 — в обробній промисловості, 259 — в галузі послуг.